# Lena Kreundl
Lena Kreundl (* 19. September 1997 in Steyr) ist eine österreichische ehemalige Schwimmerin.

## Leben und Karriere
Ihre Leidenschaft zum Schwimmen entdeckte Kreundl im Rahmen einer Schulsportwoche und trat noch im selben Jahr dem Schwimmclub Wörgl bei, in dem sie bis 2012 trainierte. Aufgrund ihrer sportlichen Leistungen wechselte sie 2012 ins BORG Linz in den Zweig-Leistungssport Schwimmen. Durch den Umzug nach Linz wechselte sie in den Verein ASV Linz. Seitdem trainiert sie im Olympiazentrum Linz.
Kreundl nahm für Österreich an den Olympischen Jugend-Sommerspielen 2014 teil. Bei den Olympischen Sommerspielen 2016 trat sie in der Disziplin 200 m Lagen an, verpasste jedoch das Semifinale.
Bei den Kurzbahneuropameisterschaften 2023 in Otopeni in Rumänien gewann sie im Dezember 2023 die Bronzemedaille über 200 m Lagen.
Parallel zum Leistungssport absolvierte sie eine Ausbildung zur Polizistin, im Mai 2022 absolvierte sie ihre Dienstprüfung. Mit den Kurzbahnweltmeisterschaften 2024 in Budapest beendete sie ihr Profikarriere im Dezember 2024.